# (34796) 2001 SW35
2001 SW35 (asteroide 34796) é um asteroide da cintura principal. Possui uma excentricidade de 0.14120750 e uma inclinação de 3.72493º.
Este asteroide foi descoberto no dia 16 de setembro de 2001 por LINEAR em Socorro.